# P-トルイル酸
p-トルイル酸（パラ トルイルさん）は、芳香族化合物である。安息香酸の4位にメチル基が結合した構造で、4-メチル安息香酸とも呼ばれる。p-キシレンから、ポリエチレンテレフタラートの原料となるテレフタル酸を製造する際の反応中間体として生じる。白色の結晶で、水に溶けないがアセトンには溶ける。